# 小平阳镇
小平阳镇，是中华人民共和国广西壮族自治区来宾市兴宾区下辖的一个乡镇级行政单位。

## 行政区划
小平阳镇下辖以下地区：
平东社区、长山社区、青岭村、甘秦村、木平村、龙山村、刘村、古梦村、三联村、和平村、岭头村和东南村。